# Eparchia di Južno-Sachalinsk e Curili
L'eparchia di Južno-Sachalinsk e Curili (in russo: Южно-Сахалинская и Курильская епархия) è una delle eparchie della chiesa ortodossa russa nell'Estremo Oriente Russo, situata nell'oblast' di Sachalin che è formata da l'isola omonima e Isole Curili. L'eparchia ha sede a Južno-Sachalinsk, dove si trova la cattedrale della Resurrezione.

## Storia
La penetrazione del cristianesimo ortodosso russo in questa zona fu legata alla colonizzazione avvenuta ad opera dei Cosacchi siberiani nel XVI – XVII secolo. I metropoliti di Tobol'sk furono i primi eparchi della Siberia fino all'Oceano Pacifico. Dal 1727 al 1840 Sachalin e Curili fu sotto la cura pastorale dei vescovi di Irkutsk. Già intanto al 1730 si osserva una diffusione abbastanza ampia del cristianesimo fra la popolazione locale Ainu della Kamčatka e delle Curili. Nel 1840 viene creata la nuova eparchia della Kamčatka, delle isole Curili e Isole Aleutine. Nel 1899 i territori dell'Estremo Oriente furono riorganizzati e Sachalin passò sotto la giurisdizione dei vescovi di Vladivostok. Dopo la perdita nel 1905 della meta meridionale dell'isola alla fine della Guerra russo-giapponese la popolazione ortodossa passò alla giurisdizione dell'arcivescovo di Tokio, a quell'epoca sull'isola sorgevano 10 chiese e 6 cappelle.
L'attuale eparchia è sorta il 23 febbraio 1993.

## Vescovi
- Arcadio (Afonin) (23 febbraio 1993 - 17 Luglio 1997)
- Gionatan (Tsvetkov) (1 agosto 1997 - 29 dicembre 1999)
- Arcadio (Afonin) (29 dicembre 1999 - 17 luglio 2001)
- Marco (Tužikov) (17 luglio - 11 novembre 2001) luogotenente
- Daniele (Dorovskih) (11 novembre 2001 - 24 dicembre 2010)
- Tichon (Dorovskih) (23 gennaio 2011)